# Kotte (Familienname)
Kotte ist ein deutscher und niedersorbischer Familienname.

## Herkunft und Bedeutung
Kotte ist ein Wohnstättenname für jemanden, der in einer Kotten wohnt.

## Namensvarianten
- Kot
- Kott

## Namensträger
- Anatol Kotte (* 1963), deutscher Fotograf, Künstler und Regisseur
- Andreas Kotte (* 1955), deutscher Theaterwissenschaftler
- Erich Kotte (1886–1961), deutscher Jurist, Präsident des Evangelisch-Lutherischen Landeskirchenamtes Sachsen
- Eugen Kotte (* 1964), deutscher Historiker und Geschichtsdidaktiker
- Gabriele Kotte (Autorin) (1949–2023), deutsche Drehbuchautorin
- Gabriele Kotte, Geburtsname von Gabriele Löwe (* 1958), deutsche Leichtathletin
- Günter Kotte (* 1949), deutscher Schriftsteller und Regisseur
- Henner Kotte (1963–2024), deutscher Krimiautor
- Irmgard Kotte-Weidauer (1907–1992), deutsche Glasgestalterin
- Johannes Kotte (1908–1970), deutscher Maler und Grafiker
- Peter Kotte (* 1954), deutscher Fußballspieler
- Rafael Alfaro Kotte (Ratzel Alfhardt; 1962–2005), deutscher Akkordeonist und Komponist
- Walter Kotte (1893–1970), deutscher Botaniker
- Werner Kotte (1931–2022), deutscher Konteradmiral der NVA